# ÉFC Fréjus Saint-Raphaël
ÉFC Fréjus Saint-Raphaël, właśc. Étoile Football Club Fréjus Saint-Raphaël – francuski klub piłkarski z siedzibą w Saint-Raphaël.

## Historia
Klub powstał w 2009 w wyniku fuzji klubów Étoile sportive fréjusienne (ÉS Fréjus) i Stade Raphaëlois.
Stade Raphaëlois istniał w latach 1905–2009, a pomiędzy 1907 a 1914 sześciokrotnie wziął udział w mistrzostwach Francji (w 1912 zdobył mistrzostwo). W późniejszym czasie rozegrał 13 sezonów w trzeciej lidze (w latach 1948–1951 oraz 1983–1993). Natomiast ÉS Fréjus istniał od 1938 do 2009, a w latach 1991–2000 występował przez 8 sezonów w trzeciej lidze.

### Historia występów Stade Raphaëlois w mistrzostwach Francji
| Sezon   | Miejsce     | Uwagi                                        |
| ------- | ----------- | -------------------------------------------- |
| 1907/08 | 1/8 finału  | mistrzostwa rozgrywane w systemie pucharowym |
| 1908/09 | 1/8 finału  | mistrzostwa rozgrywane w systemie pucharowym |
| 1910/11 | 1/8 finału  | mistrzostwa rozgrywane w systemie pucharowym |
| 1911/12 | mistrzostwo | mistrzostwa rozgrywane w systemie pucharowym |
| 1912/13 | 1/8 finału  | mistrzostwa rozgrywane w systemie pucharowym |
| 1913/14 | półfinał    | mistrzostwa rozgrywane w systemie pucharowym |

### Historia występów ÉS Fréjus w trzeciej lidze
| Sezon   | Liga       | Grupa | Miejsce      |
| ------- | ---------- | ----- | ------------ |
| 1991/92 | Division 3 | Sud   |              |
| 1992/93 | Division 3 | Sud   |              |
| 1994/95 | National 1 | B     | 4.           |
| 1995/96 | National 1 | B     | 8.           |
| 1996/97 | National 1 | B     | 7.           |
| 1997/98 | National   | –     | 18.          |
| 1998/99 | National   | –     | 10.          |
| 1999/00 | National   | –     | 19. (spadek) |

### Historia występów ÉFC Fréjus Saint-Raphaël w trzeciej lidze
| Sezon   | Liga     | Miejsce      |
| ------- | -------- | ------------ |
| 2009/10 | National | 7.           |
| 2010/11 | National | 6.           |
| 2011/12 | National | 9.           |
| 2012/13 | National | 4.           |
| 2013/14 | National | 10.          |
| 2014/15 | National | 8.           |
| 2015/16 | National | 18. (spadek) |

## Reprezentanci kraju grający w klubie
Stan na grudzień 2023

ÉFC Fréjus Saint-Raphaël
|  | - Kamel Larbi - Andréa Mbuyi-Mutombo - Julien Faubert - Johan Branger - Romaric Rogombé - Thomas Gaydu - Grégory Gendrey - Ousmane Baldé - David Gomis - Kervens Belfort |  | - Dominique Jean-Zéphirin - Moyadh Ousseni - Clévid Dikamona - Amine Linganzi - Johann Paul - Tiécoro Keita - Oumar Sissoko - Fayçal Fajr - Wilfried Bulgare |  | - Harry Novillo - Steeve Penel - Lassana Diakhaby - Diadié Diarra - Hervé Lybohy - Belony Dumas - Mouhamadou Diaw - Matar Fall - Abdoulaye Khouma Keita |

ÉS Fréjus
|  | - Youssef Salimi - Jean-Pierre Cyprien - Gérard Farison - Adil Rami - Robert Wayaridri - Amdy Faye - Gérard Gnanhouan |

Stade Raphaëlois
|  | - Dado Pršo - Louis Hon - Joseph Kaucsar - Louis Mistral - Jean-Claude Piumi |  | - Victor Sergent - Georges Stuttler - Paul Bahoken - Boubacar Seck - Nicolas Esceth-N’Zi |